# Upstairs, Downstairs
Upstairs, Downstairs (pt: A Família Bellamy) é uma série de televisão britânica originalmente transmitida pela ITV, entre 1971 e 1975. Em 2010 a BBC começou a emitir uma nova versão da série.
A série venceu o prémio Emmy de melhor série dramática em 1974, 1975 e em 1977, e o Globo de Ouro em 1974.

## Enredo
O enredo da série acontece nas primeiras três décadas do século XX e centra-se na vida dos dois grupos residentes (os Bellamy e os seus criados) da casa da família Bellamy, situada no 165 de Eaton Place, em Londres, Reino Unido.

## Elenco
- Gordon Jackson - Angus Hudson
- David Langton - Richard Bellamy, primeiro visconde Bellamy de Haversham
- Jean Marsh - Rose Buck
- Angela Baddeley - Kate Bridges
- Simon Williams - Comandante (Mayor) James Bellamy
- Christopher Beeny - Edward Barnes
- Joan Benham - Lady Prudence Fairfax
- Raymond Huntley - Sir Geoffrey Dillon
- Rachel Gurney - Lady Marjorie Bellamy (temporadas 1 a 3)
- Patsy Smart - Maud Roberts (temporadas 1 a 3)
- George Innes - Alfred Harris (temporadas 1 e 3)
- Nicola Pagett - Elizabeth Kirbridge (antes Bellamy) (temporadas 1 e 2)
- Ian Ogilvy - Lawrence Kirbridge (temporadas 1 e 2)
- Pauline Collins - Sarah Moffat (temporadas 1 e 2)
- Brian Osborne - Pearce (temporadas 1 e 2)
- Evin Crowley - Emily (temporada 1)
- Jenny Tomasin - Ruby Finch (a partir da temporada 2)
- John Alderton - Thomas Watkins (temporada 2)
- Jacqueline Tong - Daisy Barnes (antes Peel) (a partir da temporada 3)
- Lesley-Anne Down - Georgina Worsley (a partir de la temporada 3)
- Meg Wynn Owen - Hazel Bellamy (antes Forrest) (temporadas 3 e 4)
- Hannah Gordon - Virginia Bellamy (antes Hamilton) (a partir da temporada 4)
- Gareth Hunt - Frederick Norton (a partir da temporada 4)
- Karen Dotrice - Lily Hawkins (temporada 5)